# Chthonius subterraneus
Espèce
Chthonius subterraneus est une espèce de pseudoscorpions de la famille des Chthoniidae.

## Distribution
Cette espèce se rencontre au Monténégro, en Bosnie-Herzégovine, en Croatie, en Hongrie et en Slovaquie.

## Liste des sous-espèces
Selon Pseudoscorpions of the World (version 3.0) :
- Chthonius subterraneus meuseli Beier, 1939
- Chthonius subterraneus subterraneus Beier, 1931

## Publications originales
- Beier, 1931 : Zur Kenntnis der Chthoniiden (Pseudoskorpione). Zoologischer Anzeiger, vol. 93, p. 49-56.
- Beier, 1939 : Die Höhlenpseudoscorpione der Balkanhalbinsel. Studien aus dem Gebiete der Allgemeinen Karstforschung, der Wissenschaftlichen Höhlenkunde, der Eiszeitforschung und den Nachbargebieten, vol. 4, p. 1-83.